# Club Gimnàstic de Tarragona
Club Gimnàstic de Tarragona, conhecido popularmente como Gimnàstic ou Nàstic, é um clube esportivo espanhol na cidade de Tarragona, na Catalunha. É a entidade esportiva mais antiga de existência ininterrupta na Espanha. Além dos times de futebol, possui oito outras seções esportivas, embora tenham caráter social e amador.
Seu primeiro time de futebol atualmente joga na Segunda Divisão B. Em 2016, o Gimnàstic Club e suas seções tinham aproximadamente 850 membros. Quanto ao futebol, na temporada 2017-2018, a Gimnàstic Corporation teve mais de 8.500 assinantes.

## História
O Gimnàstic de Tarragona foi fundado em 1º de março de 1886 por doze ex-membros do ginásio de Tomás Martí. Em julho de 1893, passou a ser chamado de Clube de Ginástica de Tarragona e, em dezembro de 1914, a seção de futebol foi constituída pela absorção do Ginástica para o Clube Olímpico, outro clube da cidade.
Desde então, a equipe teve vários estádios ao longo de sua história. O mais longo e mais representativo foi o Estadi de la Avinguda Catalunya, em 1922, e o atual, o Novo Estádio de Tarragona, inaugurado em 2 de fevereiro de 1972.
Ele jogou três temporadas (entre 1947 e 1950) na Primeira Divisão da Espanha, retornou na temporada 2006-07, após a subida realizada em 3 de junho de 2006 no estádio Chapín (Jerez).
Em 1º de março de 1886, um grupo de jovens se reuniu no Café del Centro, no número 56 da Rambla Nova, e formalizou um clube esportivo com o objetivo de praticar ginástica. Eles foram as bases do que mais tarde seria o Clube Gimnàstic. Sob o nome de Club Gymnasium nasceu um clube de elite composto por apenas quinze membros que pertenciam à classe média alta. No ginásio, todos os tipos de esportes eram praticados, desde a esgrima até a caminhada, passando pelo boxe ou ciclismo. A prática do futebol só viria anos depois.
No ano de 1915, uma seção atlética é criada. O presidente da seção, o suíço William Tarin, foi um grande promotor do esporte na cidade. Ele morreu em 1926 de um acidente.
Em 1914, um grupo de membros do clube liderado por Tarin decidiu iniciar a seção de futebol, embora ele só começou a competir em 1917. Nàstic jogou a primeira partida federada do Campeonato da Catalunha em janeiro de 1918 contra Vilanova. Durante os primeiros anos da seção, o clube joga campeonatos regionais em toda a Catalunha.
O Clube de Ginástica não tinha campo próprio, então ele teve que jogar suas partidas no Camp de les Germanetes, a atual rua Sant Antoni Maria Claret. Em 1920, o dono do terreno onde Gimnàstic joga coloca o campo de futebol à venda, e o clube, incapaz de lidar com o aluguel, decide comprar 18.000 metros quadrados no Camí de l'Àngel, que anos depois daria lugar às instalações da Avinguda Catalunya. Finalmente, em 1922, o Nàstic inauguraria seu próprio campo, assim nasceu o Estadi de la Avinguda Catalunya.
Em julho de 2002, iniciou-se o processo de incorporação no SAD da seção de futebol. Quatro meses depois, a seção de futebol já era formalmente uma entidade independente do clube. Ele recebeu o nome de Gimnàstic de Tarragona, SAD. O primeiro presidente da corporação esportiva foi Josep Mª Andreu. Atualmente, Club e SAD coexistem instalações de compartilhamento, trabalhadores e boa parte dos patrocinadores. Em 2006, ele recebeu o Creu de Sant Jordi pelo governo da Generalitat da Catalunha.

## Na liga nacional
Foi na temporada de 1943/44 que o Gimnàstic Club começa a competir na Terceira Divisão. A liga é formada por equipes da Catalunha, Ilhas Baleares e região de Valência (Girona, At. Baleares, Lérida, S. Martí, Maiorca, ...). Sua passagem por essa categoria seria efêmera, já que a temporada de 1944/45 alcançou a promoção para a Segunda Divisão.
O clube de Tarragona conseguiu se estabelecer rapidamente na nova categoria, mas não satisfeito com o fato de o clube alcançar, na temporada de 1946/47, sua primeira ascensão à Primeira Divisão. Nesse mesmo ano, também obteve sua melhor classificação no campeonato da Copa alcançando as semifinais, onde caiu para o RCD Espanhol, depois de eliminar Gijón na primeira rodada, Racing na rodada dos 16 e FC Barcelona nas quartas de final.
A primeira temporada de Gimnàstic na Primeira Divisão da Espanha (1947-48) termina com um merecido sétimo lugar. Mas essa temporada é lembrada por outro motivo. Em 14 de dezembro de 1947, o Real Madrid inaugurou o Estádio Chamartín, atualmente Santiago Bernabéu. Em 11 de janeiro de 1948, o Gimnàstic de Tarragona visitou o estádio branco pela primeira vez e obteve um resultado final favorável de 1-3.

## Títulos
| Titulos                          | Ano       |           |           |           |           |           |           |
| -------------------------------- | --------- | --------- | --------- | --------- | --------- | --------- | --------- |
| Campeonato Espanhol - 3ª Divisão | 1996/1997 |           |           |           |           |           |           |
| Campeonato Espanhol - 4ª Divisão | 1944/1945 | 1954/1955 | 1960/1961 | 1965/1966 | 1966/1967 | 1971/1972 | 1977/1978 |
| Copa da Tercera Divisao          | 1983/1984 |           |           |           |           |           |           |
| Copa da Catalunha                | 2007/2008 | 2011/2012 |           |           |           |           |           |
| Campeões da Catalunha            | 1926/1927 |           |           |           |           |           |           |
| Troféu da Cidade de Lleida       | 2003      |           |           |           |           |           |           |

## Elenco atual
Atualizado em 23 de janeiro de 2021.
Legenda
- : Capitão
- : Jogador suspenso
- : Jogador lesionado